# Йоулупукки
Йоулупукки (фин. Joulupukki «Дед на козле») — в поздней финской традиции — Рождественский дед, который дарит подарки детям на Рождество Христово. Название происходит от традиции ряжения в костюм и маску козла, а также фигурки соломенного козла, которые сопровождает рождественские праздники в скандинавских странах.
Сейчас Йоулупукки выглядит как привычный всем Санта-Клаус с белой бородой, в красной шубе и шапке, хоть и сохраняет некоторые национальные особенности. Но ещё в XIX веке его изображали в козлиной шкуре и иногда даже с маленькими рожками.
У Йоулупукки есть жена — Муори (Muori, «старая хозяйка») — олицетворение зимы. В помощниках у Йоулупукки служат гномы, которые в течение года сидят в «Пещерах Эха» (Кайкулуолат, Kaikuluolat) и слушают, как себя ведут дети во всём мире, а перед Рождеством разбирают рождественскую почту, помогают готовить и упаковывать подарки.

## Этимология имени
Слово происходит от швед. Julbock, норв. Julebukk «Рождественский козёл». Обе части слова являются отдельно функционирующими скандинавскими заимствованиями в финском языке. Слово joulu «Рождество» происходит от названия древнегерманского праздника Йоль, посвящённого середине зимы. Более древнее заимствование из того же скандинавского корня — фин. juhla — обозначает праздник вообще.
Вторая часть слова — pukki («козёл») — связана с дохристианской традицией ряженых nuuttipukki и kekripukki. В качестве нууттипукки часто выступали молодые люди, одетые в вывернутые наизнанку шубу и маску из бересты, изображавшие рогатое существо. Иногда их было двое: один человек был головой чудовища, второй изображал заднюю часть. Они обходили дома, даря подарки послушным детям и пугая непослушных. С 1131 по 1708 год это происходило 7 января, после 1708 года (и сейчас) 13 января — в день святого Кнута (фин. Nuutti), отсюда и наименование ряженых nuuttipukki.
Обход с козой представляет остаток верования, оставившего многочисленные следы как в Западной, так и в Восточной Европе. По толкованию немецкого мифолога Вильгельма Маннгардта (Wilhelm Mannhardt, 1831—1880), оно состояло в том, что душа нивы (сеножати и растения вообще) есть козло- или козообразное существо (как и Фавн, Сильван), преследуемое жнецами и скрывающееся в последний несжатый сноп.

## Место проживания
Йоулупукки живёт в Лапландии на горе Корватунтури (Korvatunturi) с 1927 года, когда Финская радиовещательная компания объявила Корватунтури постоянной резиденцией Йоулупукки. Корватунтури, «Сопка-уши», находится на самой границе с Россией и по форме напоминает уши — кто говорит заячьи, кто собачьи. Но как бы там ни было, считается, что именно благодаря такому жилищу-уху Йоулупукки может слышать мечты и желания всех детей. Также о своих желаниях можно сообщить в письме на официальный почтовый адрес Йоулупукки: Finlandia, 99999, Korvatunturi (не забудьте приклеить на конверт почтовые марки).
Ежегодно на почту Йоулупукки приходит до 500 тысяч писем и открыток со всего мира.